# Irene Paredes
Irene Pardes (født 4. juli 1990) er en spansk fodboldspiller, der spiller i midtforsvaret for FC Barcelona og Spaniens kvindefodboldlandshold.